# Jablanica (Gornji Milanovac)
Jablanica (Servisch cyrillisch Јабланица) is een plaats in de Servische gemeente Gornji Milanovac. De plaats telt 331 inwoners (2002).